# Dendrophylax varius
Dendrophylax varius är en orkidéart som först beskrevs av Johann Friedrich Gmelin, och fick sitt nu gällande namn av Ignatz Urban. Dendrophylax varius ingår i släktet Dendrophylax och familjen orkidéer. Inga underarter finns listade i Catalogue of Life.